# Purge (Willow)
Purge è un singolo della cantante statunitense Willow, pubblicato il 1º aprile 2022.

## Video musicale
Il video musicale del brano è stato reso disponibile il 25 marzo 2022.